# Базен-Хейтер, Жорж Альбер
Жорж Альбе́р Базе́н-Хе́йтер (фр. Georges Albert Bazaine-Hayter; 4 декабря 1843, Амьен, Сомма — 2 февраля 1914) — французский военачальник, дивизионный генерал. Военный писатель.

## Биография
Племянник маршала Франции Франсуа Базена, чьим адъютантом он был во время Мексиканской экспедиции 1862—1867 и Франко-прусской войны 1870—1871 годов.
На военной службе с июля 1862 года. Служил капралом, затем — второй лейтенант в 1864 году.
Лейтенант (1866). Капитан (1872). С 1833 года — командир батальона. Подполковник с 1890 года, в 1894 году стал полковником. 7 октября 1899 года получил звание бригадного генерала.
В 1901—1902 годах — заместитель губернатора Ниццы. В 1903 году — дивизионный генерал, командующий 57-й бригады.
В январе 1904 года был назначен командиром 10-й стрелковой дивизии 5-го армейского корпуса и членом технических комитетов пехоты и колониальных войск.
С 1906 года командовал 13-м армейский корпусом ВС Франции, в 1907 году — командующий 4-м армейский корпусом ВС Франции.
Автор нескольких трудов по тактике пехоты. Критиковал правительство и командование за отсутствие необходимой подготовки французской армии в условиях нарастающей угрозы со стороны Германской империи.
Базен-Хейтер был одним из пионеров военной авиации, поддерживал братьев Райт. В 1908 году Райты посетили военный лагерь 4-го корпуса и Уилбур Райт впервые в Европе осуществил несколько лётных испытаний на борту аэроплана Wright Flyer III А.

## Награды
- великий офицер Ордена Почётного легиона (1908)
- командор Ордена Почётного легиона (1903)
- офицер Ордена Почётного легиона (1889)
- кавалер Ордена Почётного легиона (1870)
- Медаль Мексиканской экспедиции (Франция)
- Медаль Войны 1870—1871 (Франция)
- Медаль Тонкинской экспедиции (Франция)
- Колониальная медаль за Алжир